# Strabîciovo, Muncaci
Strabîciovo (în ucraineană Страбичово) este o comună în raionul Muncaci, regiunea Transcarpatia, Ucraina, formată numai din satul de reședință.

## Demografie
Componența lingvistică a comunei Strabîciovo
     Ucraineană (98,61%)
     Alte limbi (1,32%)
Conform recensământului din 2001, majoritatea populației comunei Strabîciovo era vorbitoare de ucraineană (98,61%), existând în minoritate și vorbitori de alte limbi.